# Dominium Pakistanu
Dominium Pakistanu (ang. Dominion of Pakistan) – historyczne państwo położone w Azji, na terenie obecnych Pakistanu i Bangladeszu, istniejące w latach 1947–1956.
Dominium Pakistanu powstało w 1947 roku, na podstawie deklaracji niepodległości z 14 sierpnia tego roku. Powstanie Pakistanu było skutkiem decyzji o podziale Indii Brytyjskich na dwie części, muzułmańską i hinduistyczną. Dominium obejmowało terytorium obecnego Pakistanu, a także oddzielonego od głównej części państwa terytorium Pakistanu Wschodniego, z którego powstał później, w 1971 roku, Bangladesz.
Państwo było monarchią, w unii personalnej z Wielką Brytanią, jednak 23 marca 1956 roku nastąpiło ogłoszenie republiki i zerwanie unii z Wielką Brytanią.